# Flugunfall der Avianca bei Condoto
Der Flugunfall der Avianca bei Condoto ereignete sich am 15. September 1964. An diesem Tag stürzte eine Douglas DC-3/C-47A-80-DL der Avianca ab, mit der ein inländischer Frachtflug von Condoto nach Medellín durchgeführt wurde, während die Piloten versuchten, mit der aufgrund einer fehlerhaften Beladung schwer kontrollierbaren Maschine zum Startflughafen umzukehren. Beide Piloten kamen ums Leben.

## Maschine
Das Flugzeug war eine Douglas DC-3 der Baureihe C-47A-80-DL, die während des Zweiten Weltkrieges im Werk der Douglas Aircraft Company in Long Beach, Kalifornien gebaut und am 19. Februar 1944 mit der Werknummer 19680 und dem militärischen Luftfahrzeugkennzeichen 43-15214 an die United States Army Air Forces (USAAF) ausgeliefert wurde. Nach dem Krieg wurde die Maschine als Überbestand der USAAF kategorisiert und ausgeflottet. Die Maschine wurde anschließend für den Verkauf an einen unbekannten neuen Eigentümer auf das Luftfahrzeugkennzeichen NC88725 umgemeldet, das Geschäft kam jedoch nicht zustande. Am 21. Mai 1946 wurde für die Maschine ein neues Lufttüchtigkeitszeugnis erteilt. In diesem Zuge übernahm die Reconstruction Finance Corporation aus Washington, D.C. die Maschine. Am 15. April 1949 wurde das auf das neue System umgestellte Kennzeichen N88725 aus dem Zulassungsregister gestrichen. Die Maschine wurde zunächst mit dem neuen Kennzeichen C-319 auf einen unbekannten Besitzer in Kolumbien zugelassen, wenig später wurde das neue Kennzeichen HK-319 erteilt, mit dem die Maschine schließlich von der Avianca übernommen wurde. Das zweimotorige Mittelstreckenflugzeug wurde von zwei Doppelsternmotoren Pratt & Whitney R-1830-92 Twin Wasp mit je 1.200 PS Leistung angetrieben.

## Insassen und Fracht
An Bord der Maschine befanden sich der Flugkapitän und der Erste Offizier. Die aus Medellín eingetroffene Maschine wurde in Condoto mit neun Fässern beladen, welche 90 cm hoch waren und einen Durchmesser von 63 cm hatten. Sie waren mit Graphitöl befüllt. Das Gewicht der Fässer betrug jeweils 246 kg, insgesamt waren es also 2.214 kg. Das Startgewicht der Maschine betrug somit 11.045 kg, was 1.157 kg unterhalb des maximal zulässigen Startgewichtes lag. Die Fässer wurden so auf der Ladefläche platziert, wie es durch den Vorarbeiter angewiesen wurde. Sie wurden mit Agavenfaserbändern jenes Typs gesichert, der typischerweise bei der Avianca verwendet wurde.

## Unfallhergang
Die Maschine landete nach einem Flug aus Medellín um 11:48 Uhr Ortszeit in Condoto. Sie wurde dort be- und entladen und hob um 12:40 Uhr für einen Rückflug nach Medellín von Startbahn 27 ab. Nach dem Abheben wurde auf die Reiseflugfunkfrequenz gewechselt. Fünf Minuten nach dem Start bat der Kapitän um Freigabe für eine Rückkehr nach Condoto, da die Maschine fehlerhaft beladen war. Um 12:50 Uhr befand sich die DC-3 wieder im Endanflug. Sie überflog das Flughafengelände, flog eine Linkskurve und sank schließlich auf die Landebahn 27 herab. Die Maschine setzte auf der Landebahn auf und sprang zweimal wieder auf, bis sie wieder steil stieg. Es kam anschließend zu einem Strömungsabriss und Kontrollverlust, die Maschine schlug um 17:51 Uhr mit einem linkswärtigen Rollwinkel 480 Meter hinter dem Startbahnende auf dem Gelände auf und geriet in Brand. Die Maschine kam 725 Meter hinter der Landebahnschwelle zum Stehen. Beide Piloten kamen dabei ums Leben.

## Absturzstelle
Die Trümmer der linken Tragfläche sowie acht Fässer wurden in einem parallel zur Landebahn 27 verlaufenden Graben gefunden. In dem Graben wurden auch Teile des Headsets und der Brille des Piloten gefunden, ebenso wie das Ziffernblatt eines Höhenmessers und der linke Propeller. Der Rest der Trümmer war in einem angrenzenden Teich versunken, der an einigen Stellen bis zu drei Meter tief war. Beide Piloten befanden sich noch angegurtet in ihren Sitzen, welche durch die Wucht des Aufpralls aus dem Cockpitboden herausgerissen worden waren.

## Ursache
Als Hauptursache des Unfalls wurde ein Verschulden des Bodenpersonals festgestellt. So sei die Ereignisfolge, die zum Unfall führte, durch eine fehlerhafte Verteilung der Fracht an Bord des Flugzeugs ausgelöst worden. Ebenfalls wurde die Möglichkeit für plausibel befunden, dass einige Fässer liegend verladen und unzureichend gesichert wurden. Dies könnte zu einem Verrutschen der Ladung im Flug geführt haben, wodurch sich der Schwerpunkt noch weiter nach hinten verlagert hätte.